# Sa Ty
Sa Ty (sinh ngày 4 tháng 4 năm 2001) là cầu thủ bóng đá Campuchia chơi ở vị trí tiền đạo cho câu lạc bộ Visakha ở Giải bóng đá Ngoại hạng Campuchia và Đội tuyển bóng đá quốc gia Campuchia.

## Bàn thắng quốc tế

### U-23 Campuchia
| #  | Thời gian           | Địa điểm                                                   | Đối thủ  | Bàn thắng | Kết quả | Giải đấu                                  |
| -- | ------------------- | ---------------------------------------------------------- | -------- | --------- | ------- | ----------------------------------------- |
| 1. | 14 tháng 2 năm 2022 | Sân vận động Quốc gia Morodok Techo, Phnôm Pênh, Campuchia | Brunei   | 3–0       | 6–0     | Giải vô địch bóng đá U-23 Đông Nam Á 2022 |
| 2. | 16 tháng 5 năm 2022 | Sân vận động Thiên Trường, Nam Định, Việt Nam              | Malaysia | 2–1       | 2–2     | Đại hội Thể thao Đông Nam Á 2021          |

### Campuchia
| #  | Thời gian           | Địa điểm                                               | Đối thủ  | Bàn thắng | Kết quả | Giải đấu       |
| -- | ------------------- | ------------------------------------------------------ | -------- | --------- | ------- | -------------- |
| 1. | 7 tháng 6 năm 2024  | Sân vận động Olympic Phnôm Pênh, Phnôm Pênh, Campuchia | Mông Cổ  | 2–0       | 2–0     | Giao hữu       |
| 2. | 11 tháng 6 năm 2024 | Trung tâm bóng đá MFF, Ulaanbaatar, Mông Cổ            | Mông Cổ  | 1–0       | 1–2     | Giao hữu       |
| 3. | 8 tháng 12 năm 2024 | Sân vận động Olympic Phnôm Pênh, Phnôm Pênh, Campuchia | Malaysia | 2–1       | 2–2     | ASEAN Cup 2024 |